# 창신초등학교 (충북)
창신초등학교는 대한민국 충청북도 청주시 서원구에 있는 초등학교다.

## 학교 연혁
- 1979.03.07 창신국민학교로 개교(1,2학년 8학급 편성)
- 1984.02.17 제1회 졸업식
- 1992.03.01 교육부지정 학교 급식 시범학교
- 1993.03.01 문화체육부 지정 학생체력검사 시범학교
- 1996.03.01 창신초등학교로 교명 개칭
- 1997.03.01 충청북도청주교육청 지정 환경교육 시범학교
- 2004.03.01 사교육비절감 도교육청지정 연구시범학교 운영
- 2006.03.01 충청북도교육청 지정 교육실습 협력학교
- 2013.03.01 제13대 임홍빈 교장 선생님 부임
- 2014.02.20 제31회 졸업식(졸업생 265명, 총 11,530명)
- 2014.03.01 52학급 편성(특수학급 포함)
- 2014.03.03 신입생 입학식(총 282명)
- 2016.03.01 충청북도청주교육청 지정 학교숲 지원학교 운영
- 2017.03.01 제15대 고선화 교장 부임
- 2018.02.13 제35회 졸업식(졸업생 204명, 총 12,415명)
- 2018.03.01 54학급 편성(특수학급 포함)
- 2018.03.02 신입생 입학식(총 282명)